# 마나이타촌 (사이타마현)
마나이타촌(真名板村)은 사이타마현 기타사이타마군에 설치되었던 촌이다. 현재의 교다시에 해당한다.